# بانک پاپیوله
بانک پاپیوله (انگلیسی: Banque Populaire) شرکت خدمات مالی و بانکداری مراکشی است، که در سال ۲۰۰۷ تأسیس شد. شعبه مرکزی این بانک در شهر کازابلانکا قرار دارد.